# Antiochiai Izabella örmény királyné
Antiochiai Izabella (? – 1207), franciául: Isabelle d'Antioche, reine d'Arménie, örményül: Իզաբելլա (Զապել) Անտիոքացի, arabul: إيزابيلا, görögül: Ισαβέλλα της Αντιόχειας, latinul: Isabella (Elisabeth) Antiochiae, regina Armeniae,örmény királyné Kilikiában (Kis-Örményország). I. (Brienne-i) János jeruzsálemi király utólagos anyósa.

## Élete
I. Leó örmény királynak az első felesége. Az apja neve és pontos származása ugyan ismeretlen, de Szibilla antiochiai hercegnének III. Bohemond antiochiai fejedelem harmadik feleségének volt a testvére, így Izabella Szibilla antiochiai fejedelemnének volt az unokahúga. Izabella anyja nem ismert. Izabella és I. Leó házasságukból egy leánygyermek, Stefánia (Rita) született. I. Leó fiúörökös világra jöttében bízva 1206-ban elvált Izabellától, ahogy nagynénjét is eltaszította a férje, III. Bohemond még 1195-ben, ezért a bukott antiochiai fejedelemné családjával való kapcsolat már nem volt előnyös I. Leó számára. 1207-ben I. Leó meggyilkoltatta a volt feleségét. I. Leó a felesége halála után újranősült, és feleségül vette Lusignan Szibilla jeruzsálemi és ciprusi királyi hercegnőt, aki egy újabb leányt szült, Zabel hercegnőt.
Lánya, Stefánia 1214. április 23-án vagy április 30-án feleségül ment I. (Brienne-i) János jeruzsálemi királyhoz, aki az első felesége, I. (Montferrati) Mária jeruzsálemi királynő (Lusignan Szibilla örmény királynénak, Stefánia mostohaanyjának a nővére) halála óta a lánya, a kiskorú II. Izabella jeruzsálemi királynő nevében gyakorolta az uralkodói jogokat. Ugyan Stefánia volt az idősebb leány, II. András magyar király szentföldi hadjárata keresztülhúzta örmény királyi ambícióit, hiszen apja, az örmény király, I. Leó megegyezett II. Andrással a kisebbik lányának, Zabel hercegnőnek és II. András kisebbik fiának, András magyar királyi hercegnek az eljegyzéséről, és így I. Leó őket jelölte az örmény trónra. II. András még örményországi látogatása előtt 1218-ban személyesen is találkozott a jeruzsálemi királyi párral. II. András az édesanyja, Châtillon Anna révén közeli rokonságban állt a közel-keleti uralkodócsaládokkal, akik családtagként üdvözölték a magyar királyt. II. András II. Baldvin jeruzsálemi király ükunokája volt.
I. Hugó ciprusi király II. Andrással együtt érkezett a Jeruzsálemi Királyságba, ott megbetegedett, és 1218. január 10-én váratlanul elhunyt. II. András is megbetegedett, de felgyógyult. (A következő szöveg korabeli helyesírással íródott, így némileg eltér a mai változattól): „1217 közepén Palesztina felé vonult, szept. 8-án Cyprusba érkezett. A Libanon völgyében megmérgezett italt adtak neki; elővigyázóan előbb megizlelte; ettől megbetegedett.” I. Hugót egyéves fia, I. Henrik követte a trónon Cipruson, aki anyja révén a Jeruzsálemi Királyság trónöröklési listáján a második helyen állt.
Lánya, Stefánia királyné 1220 júniusában a fiával együtt váratlanul elhunyt, mikor férje, Brienne-i János apósa halála után Örményországba készült felesége és fia jogait érvényesítendő az örmény trónra.

## Gyermeke
- Férjétől, I. (Nagyszerű) Leó (1150–1219) örmény királytól, 1 leány:
  - Stefánia (Rita) (1195 után–1220), férje I. (Brienne-i) János (1170/75–1237) jeruzsálemi király, 1 fiú:
    - János (1216–1220) jeruzsálemi királyi herceg, örmény trónörökös

### Korabeli forrás
- Neumann, , Karl Friedrich (ford.). Vahram's Chronicle of the Armenian Kingdom in Cilicia, during the time of the Crusades (angol nyelven). London: Oriental Translation Fund (1831). Hozzáférés ideje: 2019. november 17.

### Szakirodalom
- Kurkjian, Vahan M.. A History of Armenia (angol nyelven). New York: Armenian General Benevolent Union (1958). Hozzáférés ideje: 2019. november 17.
- Rudt de Collenberg, Wipertus Hugo: Les Lusignan de Chypre = EΠETHΡΙΣ 10, Nicosia, 1980.
- Rüdt-Collenberg, Wipertus Hugo: The Rupenides, Hethumides and Lusignans: The Structure of the Armeno-Cilician Dynasties, Párizs, Klincksieck, 1963.
- Wertner Mór. András herczeg,  in: Wertner Mór: Az Árpádok családi története (magyar nyelven), Nagy-Becskerek: Pleitz Ferencz Pál Könyvnyomdája, 452–456. o. (1892). Hozzáférés ideje: 2019. november 17.

### Szépirodalom
- Passuth László: Hétszer vágott mező, Szépirodalmi Könyvkiadó, Budapest, 1970.